# Paragomphus acuminatus
Paragomphus acuminatus är en trollsländeart som beskrevs av Fraser 1949. Paragomphus acuminatus ingår i släktet Paragomphus och familjen flodtrollsländor. IUCN kategoriserar arten globalt som livskraftig. Inga underarter finns listade i Catalogue of Life.